# 因為有你 (西脇唯歌曲)
《因為有你…》（日语：君がいるから…）是日本女性創作歌手西脇唯的第12張單曲。1998年5月20日由WARNER MUSIC JAPAN（日本華納音樂）發行。

## 概要
- 《因為有你…》是西脇唯移籍日本華納音樂之後的首張單曲。曾在讀賣電視台電視動畫《金田一少年之事件簿》當作片頭主題曲使用。不僅如此，也當作電視動畫最終回的片尾主題曲使用。目前已經絕版。

## 收錄歌曲
所有歌曲由作詞、作曲：西脇唯，水島康貴編曲。
1. 因為有你…
  - 讀賣電視台電視動畫《金田一少年之事件簿》片頭主題曲、最終回片尾主題曲
2. 不要忘記
3. 因為有你…（Sentimental Version）
4. 君因為有你…（off vocal）